# Marc Lürbke

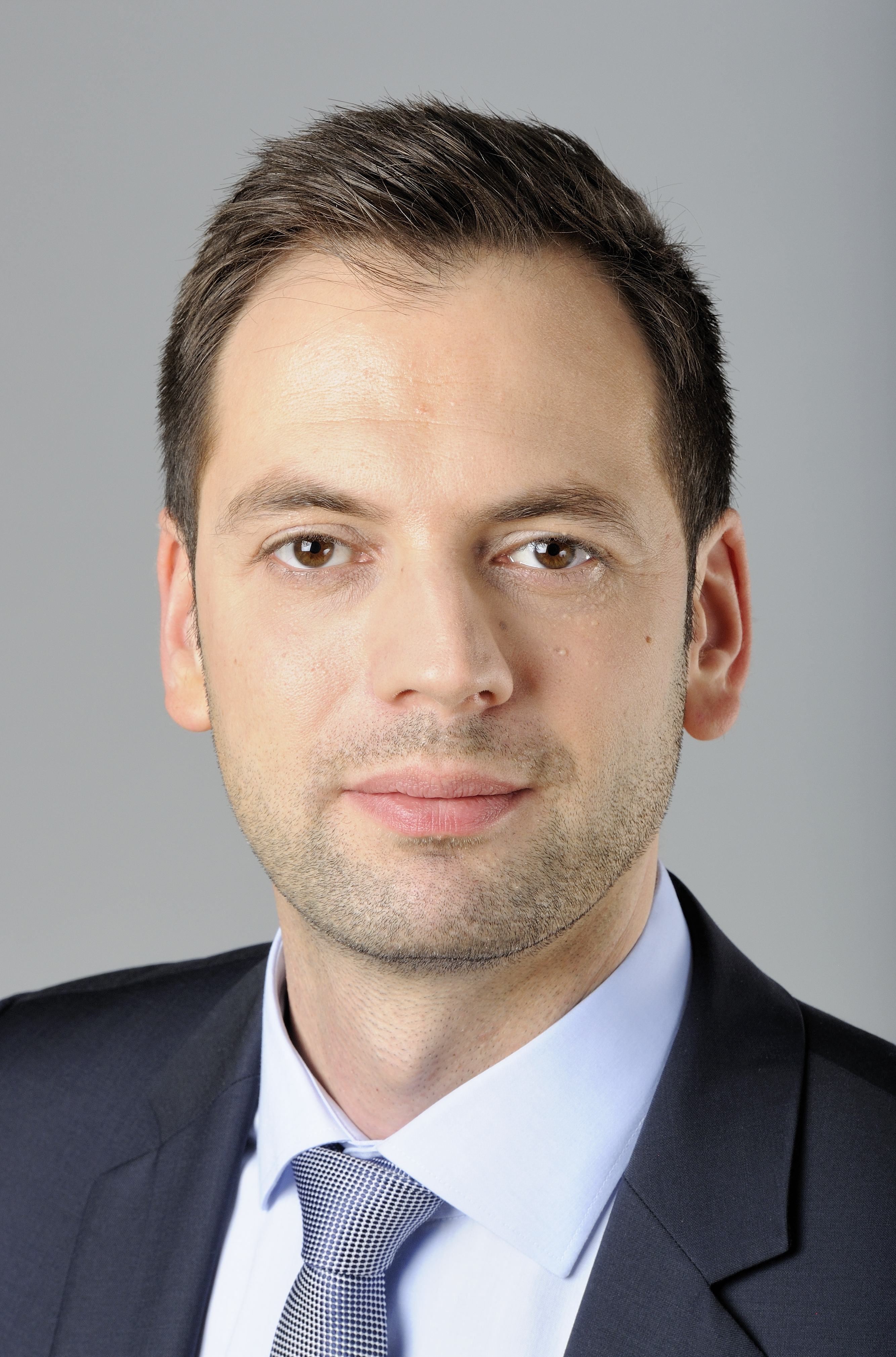
Marc Lürbke (2013).

Marc Lürbke (* 31. Januar 1977 in Arnsberg) ist ein deutscher Politiker der Freien Demokratischen Partei (FDP). Er gehört seit 2012 dem Landtag von Nordrhein-Westfalen an. 

## Leben
Lürbke verbrachte seine Kindheit in Hövel (Sundern) und legte sein Abitur 1997 am Franz-Stock-Gymnasium in Neheim-Hüsten ab. Nach dem Grundwehrdienst absolvierte er eine Ausbildung zum Bankkaufmann bei der Vereinigten Sparkasse im Märkischen Kreis. Bei der Landesbank Baden-Württemberg war er anschließend als Börsenhändler tätig. Ab 2005 studierte er an der Universität Paderborn Kulturwissenschaften mit dem Abschlussziel Bachelor. Im Mai 2012 schloss er ein weitergehendes Studium der Fächer Deutsch und Geschichte mit dem ersten Staatsexamen für das Lehramt an Schulen erfolgreich ab. Lürbke ist als Hauptmann der Reserve bei der Bundeswehr beordert. Er ist verheiratet und hat zwei Söhne.

## Politische Funktionen
Lürbke ist gewählter Abgeordneter im Landtag von Nordrhein-Westfalen und ist dort Mitglied im Innen- und Sportausschuss. Seit 2015 ist Marc Lürbke Innenpolitischer Sprecher der FDP-Landtagsfraktion NRW. Seit dem 10. Oktober 2017 ist er stellvertretender Fraktionsvorsitzender.
Lürbke war in der 16. Wahlperiode des Landtags NRW Obmann im parlamentarischen Untersuchungsausschuss zu den Vorkommnissen in der Kölner Silvesternacht. In der 17. Wahlperiode war er Obmann im Untersuchungsausschuss Kindesmissbrauch. 
Er ist zudem seit 2012 ordentliches Mitglied des Kontrollgremiums des nordrhein-westfälischen Verfassungsschutzes nach § 23 des Verfassungsschutzgesetzes NRW.
Lürbke ist Vorsitzender der Arbeitsgruppe Innenpolitik der Fraktionsvorsitzendenkonferenz der FDP-Fraktionen im Bundestag, in den Landtagen und dem Europäischen Parlament.
Er war zudem 2017 und 2022 Mitglied der Bundesversammlung.

## Partei
Lürbke ist seit 2005 Mitglied der FDP. 2009 wurde er Kreistagsabgeordneter im Kreistag Paderborn. Ab 2014 war er Schatzmeister der FDP Ostwestfalen-Lippe, seit dem 17. März 2018 ist er stellvertretender Bezirksvorsitzender. Am 10. März 2014 wurde er zum Kreisvorsitzenden der FDP Paderborn gewählt. Seit 2016 ist er Mitglied des Landesvorstands der FDP NRW.

## Abgeordneter
Bei der Landtagswahl 2012 kandidierte er im Landtagswahlkreis Paderborn II und errang 4,4 % der Erststimmen, zog aber über den Listenplatz 17 der FDP-Landesliste in den Landtag ein. 2017 holte er in ebendiesem Wahlkreis bereits 8,3 Prozent der Erststimmen und zog über den Listenplatz 6 in den nordrhein-westfälischen Landtag ein. Bei der Landtagswahl 2022 kandidierte er erneut in diesem Wahlkreis, erreichte einen Erststimmenanteil von 6,0 % und zog über Listenplatz 8 in den Landtag ein.

## Politische Positionen
Als Innenpolitiker beschäftigt Lürbke sich zuvorderst mit der Sicherheit in Nordrhein-Westfalen. Öffentliche Beachtung erhielt dabei etwa seine Mitwirkung bei den Reformen des nordrhein-westfälischen Polizei- sowie des Versammlungsgesetzes. Als Innenpolitiker begleitet Lürbke zudem eng die 2017 angestoßene „Modernisierungsoffensive“ für die Polizei in Nordrhein-Westfalen.